# Polycyrtus condylobus
Polycyrtus condylobus är en stekelart som beskrevs av Zuniga 2004. Polycyrtus condylobus ingår i släktet Polycyrtus och familjen brokparasitsteklar. Inga underarter finns listade i Catalogue of Life.